# روجر گالرا فلورس
روجر گالرا فلورس (به پرتغالی: Roger Galera Flores) هافبک اهل برزیل است که در شهر ریودو ژانیرو و در تاریخ ۱۷ اوت ۱۹۷۸ به دنیا آمده‌است.
روجر گالرا فلورس در تیم‌های فوتبال Fluminense سابقهٔ حضور دارد.